# Jarramas
Die Jarramas ist ein 1900 gebautes, heutiges Museumsschiff des „Marinmuseums“ in Stumholmen, Karlskrona (Schweden). Die ersten 47 Jahre ihrer Karriere diente die Jarramas als Segelschulschiff.

## Geschichte
Im Jahr 1900, drei Jahre nach dem Bau der in Kompositbauweise erstellten Najaden, baute die Örlogsvarvet (Marinewerft) in Karlskrona ein Schwesterschiff mit komplett stählernem Rumpf, die Jarramas. Es war der letzte Neubau der Werft. Der Name ist türkisch und bedeutet übersetzt Die Freche. In den folgenden 47 Jahren diente das kleine Vollschiff zur Ausbildung des seemännischen Nachwuchses. Es zeigte sich immer wieder als ausgesprochen schnelles Schiff, das häufiger Geschwindigkeiten von 16 Knoten und einen gemessenen Spitzenwert von 18,3 Knoten erreichte. 1947 lösten die Schoner Gladan und Falken das Schiff in seiner Aufgabe ab, und die Jarramas wurde aufgelegt.
Nach seiner Außerdienststellung erwarb die Gemeinde Karlskrona das Schiff im Jahr 1950 und nutzte es bis 1997 als schwimmende Touristenattraktion und Café. Im Jahr 1997 erhielt das Marinemuseum der Stadt anlässlich seiner Neueinweihung den traditionsreichen Segler als Schenkung. In der Zeit als Museumsschiff begann man seitdem eine auf fünf Jahre angelegte Aktion zum Aufbringen der zur Restaurierung notwendigen Gelder von etwa 12 Millionen Kronen.